# فداکاری (فیلم ۲۰۰۷)
فداکاری (به انگلیسی: Dedication) فیلمی محصول سال ۲۰۰۷ و به کارگردانی جاستین ثرو است. در این فیلم بازیگرانی همچون تام ویلکینسون، بیلی کروداپ، مندی مور، کریستین تیلور، کاترین لوید برنس، باب بالابان، ایمی سداریس، کریستوفر فیتزجرالد، دایان ویست، مارتین فریمن، کاترین کلنر، بابی کاناوله، پیتر باگدانوویچ و جاستین ثرو ایفای نقش کرده‌اند.